# Svetlana Bazjanova
Svetlana Valerjevna Bazjanova (Russisch: Светла́на Вале́рьевна Бажа́нова) (Tsjeljabinsk, 1 december 1972) is een voormalig (Sovjet-)Russisch langebaanschaatsster. Ze is getrouwd met de voormalige Russische langebaanschaatser Vadim Sayutin.

## Biografie
Bazjanova begon haar internationale carrière bij de senioren in 1992, na een tweede plaats bij het wereldkampioenschap junioren. In 1993 wist ze op 20-jarige leeftijd een podiumplaats te bemachtigen op een internationaal kampioenschap: op het EK Allround in Heerenveen eindigde Bazjanova achter de Oostenrijkse Emese Hunyady en de Duitse Heike Warnicke als derde.
Ze verbeterde haar prestatie op het EK Allround van 1994 in Hamar waar ze tweede werd achter Gunda Niemann. In dezelfde schaatshal werd een maand later de Olympische Winterspelen georganiseerd. In het Vikingschip voelde de Russische zich waarschijnlijk thuis, want zeer verrassend werd ze olympisch kampioen op de 3000 meter. Hunyady en Claudia Pechstein kwamen nog dicht in de buurt bij haar tijd en naderden tot op minder dan een seconde, maar dit was niet genoeg om het eerste Russische damesgoud te voorkomen.
In de jaren die volgden bleef Bazjanova aan de top en belandde ze nog eenmaal op het podium. Op het EK Allround van 1998 in Helsinki werd ze derde achter Pechstein en Anni Friesinger. Ze nam zeven keer deel aan het WK Allround en op het WK van 1996 veroverde ze haar enige afstandsmedaille: zilver op de 1500 meter. Na het seizoen 2002/2003 stopte ze.
Nationaal werd ze in 1993 en 1997 allroundkampioene van Rusland en in 1995 werd ze tweede op dit kampioenschap.

## Resultaten
| Jaar | EK Allround | Olympische Spelen           | WK Afstanden               | WK Allround | WK Junioren |
| ---- | ----------- | --------------------------- | -------------------------- | ----------- | ----------- |
| 1989 |             |                             |                            |             | 5e          |
| 1990 |             |                             |                            |             | 7e          |
| 1991 |             |                             |                            |             | Zilver      |
| 1992 |             | 6e 1500m 7e 3000m 7e 5000m  |                            | 9e          |             |
| 1993 | Brons       |                             |                            | DQ2         |             |
| 1994 | Zilver      | 6e 1500m · 3000m · 5e 5000m |                            |             |             |
| 1995 | 6e          |                             |                            | NF1         |             |
| 1996 | 5e          |                             | 7e 1500m 6e 3000m          | 6e          |             |
| 1997 | 5e          |                             | 4e 1500m 6e 3000m          | 6e          |             |
| 1998 | Brons       | 9e 1500m 10e 3000m          |                            |             |             |
| 1999 |             |                             | 13 1500m 10e 3000m         |             |             |
| 2000 | 9e          |                             | 5e 1500m 7e 3000m 5e 5000m | 7e          |             |
| 2001 |             |                             |                            |             |             |
| 2002 |             |                             |                            |             |             |
| 2003 | 10e         |                             | 12e 1500m                  | NC15        |             |

### Medaillespiegel
| Kampioenschap     | Goud | Zilver | Brons |
| ----------------- | ---- | ------ | ----- |
| EK Allround       | 0    | 1      | 2     |
| Olympische Spelen | 1    | 0      | 0     |
| WK Junioren       | 0    | 1      | 0     |

## Wereldrecords
| Nr. | Afstand             | Tijd    | Datum        | Baan    |
| --- | ------------------- | ------- | ------------ | ------- |
| jr1 | 1500 meter junioren | 2.05,14 | 2 maart 1991 | Calgary |
| jr2 | 3000 meter junioren | 4.21,59 | 3 maart 1991 | Calgary |

1960: Lidia Skoblikova ·
1964: Lidia Skoblikova ·
1968: Ans Schut ·
1972: Stien Baas-Kaiser ·
1976: Tatjana Averina ·
1980: Bjørg Eva Jensen ·
1984: Andrea Schöne ·
1988: Yvonne van Gennip ·
1992: Gunda Niemann ·
1994: Svetlana Bazjanova ·
1998: Gunda Niemann-Stirnemann ·
2002: Claudia Pechstein  ·
2006: Ireen Wüst ·
2010: Martina Sáblíková ·
2014: Ireen Wüst ·
2018: Carlijn Achtereekte ·
2022: Irene Schouten